# Флоріану Пейшоту
Флоріану Вієйра Пейшоту (порт. Floriano Vieira Peixoto; 30 квітня 1839 — 29 липня 1895) — бразильський військовий і державний діяч, маршал, перший віцепрезидент (1891) і другий президент Бразилії (1891—1894).

## Військова кар'єра
Флоріану Пейшоту народився 30 квітня 1839 року в Іпіоку (нині — один з районів міста Масейо в штаті Алагоас). 1863 року закінчив військове училище в Ріо-де-Жанейро, згодом брав участь у Парагвайській війні, після завершення якої отримав звання підполковника.
1883 року Пейшоту було присвоєно звання бригадного генерала.

## Початок політичної кар'єри
1884 Пейшоту був призначений губернатором провінції Мату-Гросу й перебував на цій посаді до 1885 року. Підтримав перехід до республіканського ладу й після падіння імперії став військовим міністром у тимчасовому уряді Бразилії (1890—1891).
26 лютого 1891 року Конгрес обрав Пейшоту на пост віцепрезидента.

## Прихід до влади
Пейшоту став президентом Першої бразильської республіки після виходу у відставку його попередника, першого президента, маршала Деодору да Фонсеки. Правомірність зайняття ним цього посту була сумнівною, оскільки 42 стаття першої республіканської конституції казала, що віцепрезидент може зайняти пост президента після відставки останнього тільки у тому разі, якщо пройшло більше половини терміну його повноважень. Вищі військові чини з різних штатів опублікували так званий «Маніфест тринадцяти генералів», де висловили своє невдоволення ситуацією, що склалась, і зажадали проведення дострокових президентських виборів. На це Пейшоту відповів, що оскільки вибори першого президента не були прямими й загальними як виняток, то і він буде залишатись при владі як виняток.

## На посту президента
Зайнявши пост президента, Пейшоту здійснив низку кроків з посилення диктаторського режиму, встановленого своїм попередником. В результаті найбільш помітними подіями його президентства стали повстання морських офіцерів у 1893—1894 роках, а також виступ федералістів у штатах Ріу-Гранді-ду-Сул і Санта-Катаріна, які було жорстоко придушено.
Незважаючи на свою низьку популярність і націоналістичні тенденції, Пейшоту зробив значний внесок до зміцнення центральної влади, завдяки чому іноді його йменують «об'єднувачем республіки» та «залізним маршалом».

## Пам'ять
1894 року місто Дештерру, столицю штату Санта-Катаріна, було перейменовано на честь Пейшоту й отримало назву Флоріанополіс. Також його іменем названо муніципалітет Флоріану-Пейшоту в штаті Ріу-Гранді-ду-Сул.